# Grupo de trenzas

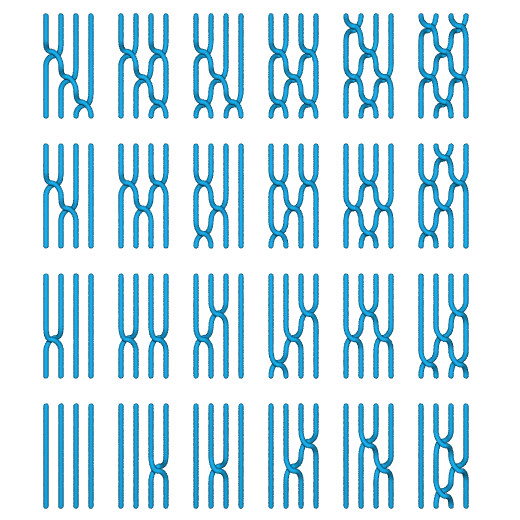
Cada uno de los 24 elementos de S_{4} expresados mediante una 4-trenza. Esta expresión no es única: existen infinitas alternativas para cada elemento, pues B_{4} es un grupo infinito.

En matemáticas, el grupo de trenzas de n hebras, también llamado grupo de n-trenzas o grupo de Artin, notado por Bn, supone una generalización del grupo simétrico Sn introducida explícitamente por Emil Artin en 1925.
Cada elemento del grupo (trenza) admite una representación geométrica intuitiva en la que este se visualiza como un conjunto de n hebras que unen los n elementos situados en una fila con sus imágenes reordenadas situadas en una fila paralela. Una trenza reúne información topológica sobre la forma en que estas hebras se entrecruzan.
Para {\displaystyle n\geq 2}, Bn es un grupo infinito. B2 es un grupo cíclico y para {\displaystyle n\geq 3}, Bn es no abeliano.
Los grupos de trenzas tienen aplicación en teoría de nudos, pues según el Teorema de Alexander, todo nudo o enlace puede construirse como el cierre (en un sentido precisado por el teorema) de una trenza. 

## El ejemplo de B4
Consideremos dos conjuntos cada uno de cuatro objetos situados en una mesa. Dibujaremos los objetos de cada conjunto alineados verticalmente. Usando cuatro hebras, cada objeto del primer conjunto quedará conectado con un objeto del segundo. Llamaremos trenza a un conjunto de estas cuatro conexiones. 

### Elementos del grupo
A menudo las hebras tendrán que pasar una sobre otras, y este detalle es crucial, pues distintos cruces pueden dar lugar a diferentes trenzas:
| The braid sigma_1^(-1) | es diferente de | The braid sigma_1 |

Por otro lado, dos conexiones aparentemente distintas pueden representar la misma trenza si tensamos los extremos:
| The braid sigma_1^(-1) | es la misma que | Another representation of sigma_1^(-1) |

Todas las hebras deben moverse de izquierda a derecha, para evitar la formación de "nudos" como el de la figura, que no son considerados trenzas:
| Not a braid | no es una trenza |

### Composición, elemento neutro e inverso
Cualquier pareja de trenzas puede componerse dibujando una a continuación de la otra, identificando los cuatro puntos intermedios:
|  | compuesta con |  | es igual a: |  |

La anterior composición convierte al conjunto de trenzas en un grupo. El elemento neutro es la trenza que consta de 4 hebras horizontales y paralelas. El elemento inverso de una trenza es la trenza que deshace lo que hizo la primera.

### Generadores y relaciones
Observemos estos tres elementos:
|    |    |    |
| σ1 | σ2 | σ3 |

Se demuestra que cualquier trenza de B4 puede expresarse como composición de los elementos anteriores y sus inversos. Es decir, estas 3 trenzas generan el grupo B4.
En cuanto a sus relaciones, es claro que:
σ1σ3 = σ3σ1,
mientras estas relaciones no son tan obvias:
σ1σ2σ1 = σ2σ1σ2
σ2σ3σ2 = σ3σ2σ3
Los anteriores generadores junto con estas relaciones forman una presentación de B4.

## Definición algebraica de Bn
Generalizando este ejemplo al caso de n hebras, podemos definir de modo abstracto el grupo Bn por medio de esta presentación: 
- Generadores: σ1,...,σn−1
- Relaciones: (conocidas como relaciones de Artin):
  - σi σj = σj σi cuando |i − j| ≥ 2 ;
  - σi σi+1 σi = σi+1 σi σi+1 para i = 1,..., n − 2 (a veces llamada ecuación de Yang-Baxter)

Recordemos que el grupo simétrico Sn tiene una presentación muy parecida: en ella aparecen las relaciones de Artin junto con las relaciones 
σi2 = 1 para i = 1, ..., n − 1
En el caso del grupo simétrico, las σi pueden visualizarse como trasposiciones de dos elementos contiguos.